# Леннон, Синтия
Синтия Лиллиан Леннон (англ. Cynthia Lillian Lennon), урождённая Пауэлл (англ. Powell); 10 сентября 1939 — 1 апреля 2015) — первая жена музыканта Джона Леннона. Родилась в курортном городе Блэкпуле на побережье Ирландского моря, а выросла в районе среднего класса в городе Хойлейке, на полуострове Уиррал, графство Мерсисайд. Познакомилась с Джоном Ленноном, когда оба были студентами Ливерпульского колледжа искусств. Поженились 23 августа 1962 года, затем в 1963-м родился их сын Джулиан Леннон, позже последовал развод 8 ноября 1968 года, после чего Леннон ушёл к Йоко Оно. Синтия после этого развода в дальнейшем выходила замуж трижды. Она опубликовала две книги о периоде своей жизни с Ленноном — «A Twist of Lennon» (1978), и «Мой муж Джон» (2006). В последние годы жила на Майорке, в Испании. Скончалась от рака 1 апреля 2015 года.

## Детство
Синтия Пауэлл была единственной дочерью и последним — третьим — ребёнком в семье Чарльза Пауэлла и его жены Лилиан (урождённой Роби), где уже росли двое сыновей — Чарльз и Энтони (Тони). Чарльз Пауэлл работал в компании GEC. В 1939 году госпожа Пауэлл была направлена в Блэкпул и после Второй мировой войны жила там в маленькой квартире на набережной до рождения Синтии. Затем семья переехала в Хойлейк. В 12-летнем возрасте Синтию приняли в начальную Школу искусств.

## Отношения с Ленноном
В сентябре 1957 года Синтия Пауэлл поступила в Ливерпульский колледж искусств. Она изучала графику, но, как и Леннон, брала уроки каллиграфии. У него никогда не было с собой инструментов для рисования, поэтому он постоянно брал их у Синтии. Иногда он приносил с собой гитару и однажды спел Ain't She Sweet непосредственно для неё. Однажды она услышала, как Леннон в училище отпустил комментарий о девушке со светлыми волосами, похожей на Брижит Бардо. В следующую субботу Пауэлл пришла в колледж с волосами всех оттенков блонд. Леннон заметил это сразу, воскликнув: «Get you, Miss Hoylake!» (прозвище, полученное ею от Леннона, который ссылался на пригород, где она жила). Он также называл её «Мисс Пауэлл», а после того как их отношения начались, — просто «Син».
Их роман начался после студенческой вечеринки по поводу окончания семестра. Когда в 1962 году Синтия призналась Леннону, что беременна, он сказал, что единственный выход — это свадьба.

### Свадьба
Они поженились 23 августа 1962 года в Ливерпуле. На церемонии присутствовали Пол Маккартни и Джордж Харрисон, а шафером стал менеджер The Beatles Брайан Эпстайн. Свадьбу устроили в том же ресторане, где двадцатью четырьмя годами ранее, в 1938 году, справляли своё бракосочетание родители Леннона Фред и Джулия.
Жить молодожёны стали в квартире Эпстайна. Их сын Джон Чарльз Джулиан Леннон родился 8 апреля 1963 года в Ливерпуле. Леннон не присутствовал при родах, так как был в турне, но через 3 дня он приехал проездом в Ливерпуль. Рождение ребёнка тщательно скрывалось от прессы. Джулиана крестили в приходской церкви Хойлейка (крёстным отцом попросили быть Эпстайна). Событие держали втайне от Леннона, и Синтия рассказала ему о совершении таинства только через два дня, так как знала, что Джон не одобрил бы это.
После этого Ленноны переехали в Лондон. Синтия сопровождала группу в поездке в Америку. В Кенвуде они купили себе дом в тюдоровском стиле, где ранее жили Том Джонс и Клифф Ричард. Леннон дважды делал дорогостоящий ремонт в своем новом доме, переделав его из 22- в 17-комнатный. Кухня стала столь современной и сложной в использовании, что кто-нибудь должен был всегда объяснять, как чем пользоваться. Там их навещали известные американские музыканты. Когда Синтия сдала на права, Джон купил ей Мини, а потом золотой Порше.
В 1965 году Синтия открыла заднюю дверь Кенвуда и обнаружила за ней странного бродягу, похожего на Джона. Это оказался его отец, не видевший его несколько лет. Он упросил Джона найти работу для его новой подружки, и несколько месяцев они жили в мансарде Кенвуда.

### Индия и Оно
В период когда Битлз были приглашены в Индию к Махариши, Синтия нашла переписку Леннона с Йоко Оно. Леннон отрицал связь с Оно, утверждая, что она всего лишь «сумасшедшая художница», которая ищет спонсора, хотя и от неё был поток звонков и визитов в Кенвуд. В 1968 году Леннон вместе с остальными членами группы полетел в Индию. Через две недели он потребовал отдельную спальню, объясняя это тем, что он может медитировать только в одиночестве, и ходил каждое утро проверять почту от Йоко, приходившую ежедневно.

### Развод
После возвращения в Кенвуд из Индии Леннон, будучи в состоянии алкогольного опьянения и под действием наркотиков, признался Синтии о своей связи с «тысячами женщин по всему миру». Вернувшись раньше запланированного с отдыха из Греции, Синтия застала Леннона и Оно на веранде, в позе лотоса, в домашних халатах. Шокированная, она осталась ночевать у своих друзей.
Леннон казался абсолютно нормальным: через несколько дней, когда она вернулась, доказывал свою любовь к Синтии и Джулиану. Синтия уехала в Кенвуд, в то время как Леннон и Оно были в резиденции у Ринго Старра.
Вследствие развода Синтия получила 100 000 фунтов стерлингов плюс 2400 в год и содержание для Джулиана. Их развод был официально оформлен 8 ноября 1968 года.